# Liste der Kulturgüter in Martigny-Combe
Die Liste der Kulturgüter in Martigny-Combe enthält alle Objekte in der Gemeinde Martigny-Combe im Kanton Wallis, die gemäss der Haager Konvention zum Schutz von Kulturgut bei bewaffneten Konflikten, dem Bundesgesetz vom 20. Juni 2014 über den Schutz der Kulturgüter bei bewaffneten Konflikten sowie der Verordnung vom 29. Oktober 2014 über den Schutz der Kulturgüter bei bewaffneten Konflikten unter Schutz stehen.
Objekte der Kategorie A sind im Gemeindegebiet nicht ausgewiesen, Objekte der Kategorie B sind vollständig in der Liste enthalten, Objekte der Kategorie C fehlen zurzeit (Stand: 1. Januar 2023).

## Kulturgüter
| Foto |                                                              | Objekt | Kat. | Typ | Standort                                | Beschreibung |
| ---- | ------------------------------------------------------------ | --- | ---- | --- | --------------------------------------- | ------------ |
| ja   | Datei hochladen · Wikidata zu Kapelle Saint-Jean (Q29892291) | Kapelle Saint-Jean / Chapelle Saint-Jean KGS-Nr.: 06845                                                                    | B    | G   | 569725 / 103130                         |              |
| BW   | Datei hochladen                                              | Alte Burg, römisch-mittelalterliche Ausgrabungsstätte / Ancien château, site archéologique romain-moyen âge KGS-Nr.: 17243 | B    | F   | 569811 / 103094                         |              |
| BW   | Datei hochladen                                              | Wohnhaus / Maison d’habitation KGS-Nr.: 17321                                                                              | B    | G   | Route de la Fontaine 16 569090 / 103146 |              |